# 울프섬 (갈라파고스 제도)

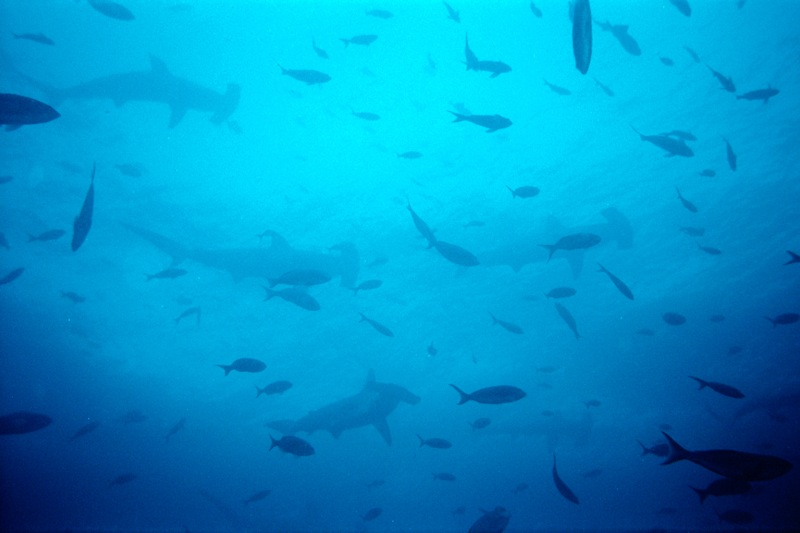
울프 섬의 다이빙

울프섬(영어: Wolf Island, 스페인어: Isla Wolf)은 갈라파고스 제도에 있는 작은 섬으로 독일인 지리학자 테오도어 볼프의 이름을 따랐다. 예전에는 웽만 섬(Wenman Island)이라고 불렀다. 그의 이름을 딴 지형으로는 이사벨라 섬의 울프 산도 있다. 울프 섬은 면적 1.3 km2의 작은 섬이며, 최고점은 253m에 이른다. 이 섬은 주요 섬들로부터 멀리 떨어져 있으며, 무인도로 갈라파고스 국립공원은 이 섬에 상륙을 허용하지 않지만, 인기 있는 다이빙 장소이다.

## 지리
울프 섬은 해발 253m를 뻗어 분출한 휴화산의 잔재물이다. 이 섬은 갈라파고스 제도의 주요 섬들이 있는 곳에서 북서쪽에 위치해 있으며, 나스카판과 코코스판을 나누는 지각판인 갈라파고스 플랫폼(Galapagos Platform)에서 갈라파고스 스프레딩 센터(Galapagos Spreading Center)에 이르는 울프-다윈 리니어먼트(Wolf-Darwin Lineament)를 형성한다. 마그마 기둥으로 형성된 근처에 있는 다윈 섬처럼 갈라파고스 제도를 만든 지각판의 운동에 의해 형성되지는 않았다. 따라서 울프 섬이 만들어진 이 리니어먼트의 형성에는 두가지 이론이 있다. 하나는 현재의 갈라파고스 제도를 만든 맨틀판에서 분출된 용암 기둥에 의해 갈라파고스 스프레딩 센터 쪽으로 길이 만들어져 생겼다는 것이고, 나머지 하나는 또 다른 용암 분출에 의해 만들어졌다는 것이다.

## 야생
울프 섬은 갈라파고스 국립공원의 일부지만, 상륙이 허가되지는 않는다. 이웃하는 다윈 섬처럼 단지 스쿠버 다이빙을 위한 장소로만 제공된다. 울프 섬의 해양 생태는 귀상어, 갈라파고스상어, 고래상어, 푸른바다거북, 대왕쥐가오리, 그리고 부어 등이 있다.
이 섬의 식생으로는 아메리카군함조, 붉은발얼가니새, 뱀파이어핀치 등이 발견된다.